# Arquidiócesis de Tegucigalpa
La arquidiócesis de Tegucigalpa (en latín: Archidioecesis Tegucigalpensis) es una circunscripción eclesiástica de la Iglesia católica en Honduras. Se trata de una arquidiócesis latina, sede metropolitana de la provincia eclesiástica de Tegucigalpa. Desde el 26 de enero de 2023 su arzobispo es José Vicente Nácher Tatay, de la Pía Sociedad de San Francisco de Sales.

## Territorio y organización

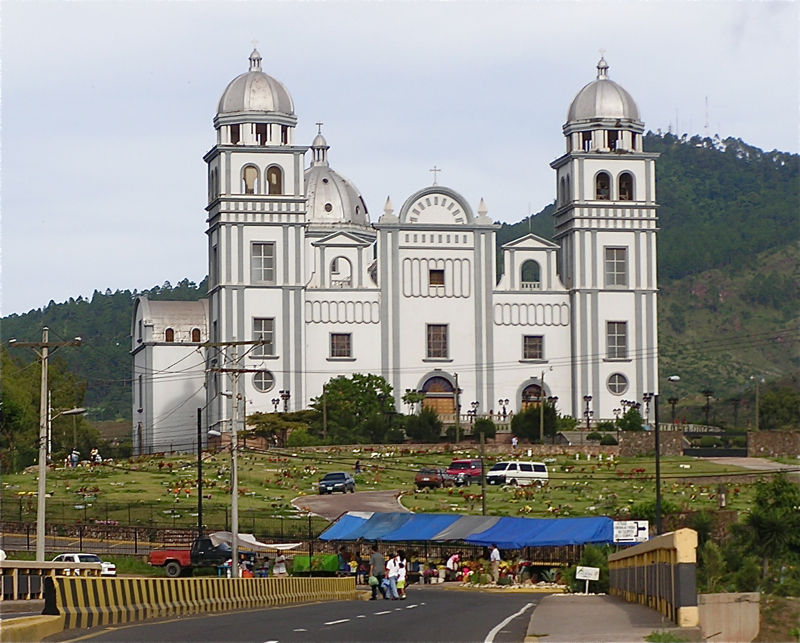
Basílica de Nuestra Señora de Suyapa, en Tegucigalpa

La arquidiócesis tiene 8619 km² y extiende su jurisdicción sobre los fieles católicos de rito latino residentes en el departamento de Francisco Morazán incluyendo al distrito Central.
La sede de la arquidiócesis se encuentra en la ciudad de Tegucigalpa, en donde se halla la Catedral de San Miguel Arcángel y la basílica de Nuestra Señora de Suyapa.
La arquidiócesis tiene como sufragáneas a las diócesis de: Choluteca, Comayagua, Danlí y Juticalpa.
En 2022 en la arquidiócesis existían 61 parroquias agrupadas en 8 decanatos: Cristo Rey, Inmaculada Concepción, Manuel de Jesús Subirana, Nuestra Señora de Suyapa, San Francisco de Asís, San Juan María Vianney, San Miguel Arcángel y San Pedro Apóstol.

## Historia
La diócesis de Honduras o de Hibueras (Higueras) fue erigida en 1527 por el papa Clemente VII sin tener sede fija. Originalmente fue sufragánea de la archidiócesis de Sevilla y abarcaba todo el territorio de la actual Honduras.
El 6 de septiembre de 1531 fue confirmada por el papa y el 18 de agosto de 1532 fue nombrado el primer obispo, pero no aceptó y la sede no fue establecida hasta 1539 en la ciudad de Trujillo de la provincia del Cabo de Honduras, tomando el nombre de diócesis de Trujillo.
El 12 de febrero de 1546 la diócesis pasó a ser sufragánea de la arquidiócesis de Santo Domingo.
Debido a los constantes ataques de corsarios y piratas, el obispo Jerónimo de Corella trasladó en 1561 la sede de la diócesis a la ciudad de Santa María de la Nueva Valladolid de Comayagua, fundada en 1540. La diócesis adoptó entonces el nuevo nombre de diócesis de Comayagua.
El 16 de diciembre de 1743 mediante la bula Ad supremum catholicae del papa Benedicto XIV, pasó a formar parte de la provincia eclesiástica de la arquidiócesis de Guatemala.
El 30 de octubre de 1880 el Gobierno de Honduras decidió trasladar la capital del país de Comayagua a Tegucigalpa.
El 2 de febrero de 1916 mediante la bula Quae rei sacrae del papa Benedicto XV cedió porciones de su territorio para la erección del vicariato apostólico de San Pedro Sula (hoy arquidiócesis de San Pedro Sula) y de la diócesis de Santa Rosa de Copán y a la vez fue elevada al rango de arquidiócesis metropolitana, tomando su nombre actual. La sede fue trasladada a Tegucigalpa.
Posteriormente realizó nuevas cesiones de su territorio para la erección de:
- la prelatura territorial de la Inmaculada Concepción de la Virgen María de Olancho (hoy la diócesis de Juticalpa) el 6 de marzo de 1949;
- la diócesis de Comayagua el 13 de marzo de 1963 mediante la bula Qui Dei arcano del papa Juan XXIII;[3]
- la prelatura territorial de Choluteca (hoy diócesis de Choluteca) el 8 de septiembre de 1964 mediante la bula Inter munia del papa Pablo VI;[4]
- la diócesis de Yoro el 19 de septiembre de 2005 mediante la bula Ad efficacius del papa Benedicto XVI;[5]
- la diócesis de Danlí el 2 de enero de 2017 mediante la bula Insita humanae del papa Francisco.[6]

El 26 de enero de 2023 el papa Francisco elevó la diócesis de San Pedro Sula a arquidiócesis metropolitana mediante la bula Qui apostolicis virtutibus y le asignó como sufragáneas las diócesis de: La Ceiba, Gracias, Santa Rosa de Copán, Trujillo y Yoro, todas las cuales dejaron de ser sufragáneas de Tegucigalpa.

## Estadísticas
Según el Anuario Pontificio 2023 la arquidiócesis tenía a fines de 2022 un total de 1 375 760 fieles bautizados.
| Año                                                                             | Población            | Población | Población      | Sacerdotes | Sacerdotes    | Sacerdotes    | Bautizados por sacerdote | Diáconos permanentes | Religiosos | Religiosos | Parroquias |
| Año                                                                             | Bautizados católicos | Total     | % de católicos | Total      | Clero secular | Clero regular | Bautizados por sacerdote | Diáconos permanentes | Varones    | Mujeres    | Parroquias |
| ------------------------------------------------------------------------------- | -------------------- | --------- | -------------- | ---------- | ------------- | ------------- | ------------------------ | -------------------- | ---------- | ---------- | ---------- |
| 1950                                                                            | 821 076              | 846 468   | 97.0           | 76         | 34            | 42            | 10 803                   |                      | 44         | 97         | 41         |
| 1966                                                                            | 497 165              | 547 213   | 90.9           | 79         | 22            | 57            | 6293                     |                      |            | 21         | 28         |
| 1970                                                                            | 789 000              | 850 315   | 92.8           | 84         | 17            | 67            | 9392                     |                      | 67         | 142        | 39         |
| 1976                                                                            | 1 020 000            | 1 122 000 | 90.9           | 82         | 36            | 46            | 12 439                   |                      | 49         | 175        | 33         |
| 1980                                                                            | 1 916 949            | 1 946 141 | 98.5           | 76         | 17            | 59            | 25 223                   |                      | 71         | 146        | 41         |
| 1990                                                                            | 1 255 618            | 1 364 803 | 92.0           | 89         | 25            | 64            | 14 108                   | 1                    | 69         | 64         | 36         |
| 1999                                                                            | 1 516 661            | 1 849 796 | 82.0           | 138        | 53            | 85            | 10 990                   | 1                    | 96         | 206        | 45         |
| 2000                                                                            | 1 519 352            | 1 858 702 | 81.7           | 151        | 55            | 96            | 10 061                   | 1                    | 109        | 210        | 50         |
| 2001                                                                            | 1 621 000            | 1 971 481 | 82.2           | 149        | 58            | 91            | 10 879                   | 1                    | 104        | 246        | 55         |
| 2002                                                                            | 1 638 000            | 1 992 481 | 82.2           | 149        | 58            | 91            | 10 993                   | 1                    | 104        | 246        | 55         |
| 2003                                                                            | 1 596 947            | 1 996 184 | 80.0           | 151        | 58            | 93            | 10 575                   | 1                    | 101        | 255        | 48         |
| 2004                                                                            | 1 601 637            | 2 135 516 | 75.0           | 165        | 67            | 98            | 9706                     | 1                    | 116        | 387        | 48         |
| 2010                                                                            | 1 550 000            | 1 801 000 | 86.1           | 135        | 72            | 63            | 11 481                   | 4                    | 68         | 305        | 56         |
| 2014                                                                            | 1 684 000            | 1 955 000 | 86.1           | 156        | 79            | 77            | 10 794                   | 1                    | 97         | 320        | 58         |
| 2017                                                                            | 1 261 000            | 1 815 493 | 69.5           | 139        | 71            | 68            | 9071                     | 3                    | 89         | 325        | 55         |
| 2020                                                                            | 1 334 500            | 1 921 700 | 69.4           | 133        | 78            | 55            | 10 033                   | 4                    | 82         | 300        | 58         |
| 2022                                                                            | 1 375 760            | 1 983 000 | 69.4           | 134        | 78            | 56            | 10 266                   | 5                    | 85         | 273        | 61         |
| Fuente: Catholic-Hierarchy, que a su vez toma los datos del Anuario Pontificio. |                      |           |                |            |               |               |                          |                      |            |            |            |

## Episcopologio

### Diócesis de Honduras y luego de Trujillo
- Alfonso de Talavera, O.S.H. † (6 de septiembre de 1531-1540 renunció)
- Cristóbal de Pedraza † (4 de febrero de 1541-1553 falleció)
  - Sede vacante (1553-1556)
- Jerónimo de Corella (Covella), O.S.H. † (12 de junio de 1556-1561 nombrado obispo de Comayagua)

### Diócesis de Comayagua
- Jerónimo de Corella (Covella), O.S.H. † (1561-31 de julio de 1575 falleció)
  - Sede vacante (1575-1578)
- Alonso de la Cerda, O.P. † (13 de enero de 1578-6 de noviembre de 1587 nombrado arzobispo de La Plata o Charcas)
- Gaspar de Quintanilla y Andrada (Anorada), O.F.M. † (16 de noviembre de 1587-1612 falleció)
- Alfonso del Galdo, O.P. † (22 de octubre de 1612-1629 falleció)[nota 1]
- Luis de Cañizares, O.M. † (1629 por sucesión-24 de julio de 1645 falleció)
  - Sede vacante (1645-1650)
- Juan Modesto Merlo de la Fuente † (30 de mayo de 1650-1665 falleció)
  - Sede vacante (1665-1672)
- Martín de Espinosa Monzón † (12 de septiembre de 1672-1676 falleció)
- Alonso Vargas y Abarca, O.S.A. † (22 de noviembre de 1677-1696 o 1697 falleció)
- Pedro de los Reyes Ríos de la Madrid, O.S.B. † (11 de abril de 1699-30 de marzo de 1700 nombrado obispo de Yucatán)
- Juan Pérez Carpintero, O.Praem. † (3 de enero de 1701-12 de mayo de 1724 falleció)
- Antonio de Guadalupe López Portillo Carrera del Valle, O.F.M. † (19 de noviembre de 1725-6 de enero de 1742 [nota 2] falleció)
- Francisco de Molina, O.S.Bas. † (11 de marzo de 1743-1749 falleció)
- Diego Rodríguez de Rivas y Velasco † (16 de noviembre de 1750-29 de marzo de 1762 nombrado obispo de Guadalajara)
- Isidro Rodríguez Lorenzo, O.S.Bas. † (17 de diciembre de 1764-14 de diciembre de 1767 nombrado arzobispo de Santo Domingo)
- Antonio Macarulla Minguilla de Aguilain † (14 de diciembre de 1767-14 de diciembre de 1772 nombrado obispo de Durango)
- Francisco José de Palencia† (15 de marzo de 1773-de noviembre de 1775 falleció)
- Francisco Antonio de San Miguel Iglesia Cajiga, O.S.H. † (17 de febrero de 1777-15 de diciembre de 1783 nombrado obispo de Michoacán)
- José Antonio de Isabela † (27 de junio de 1785-diciembre de 1785 falleció)
  - Sede vacante (1785-1788)
- Fernando Cardiñanos, O.F.M. † (10 de marzo de 1788-julio de 1794 falleció)
- Vicente Navas y Márquez, O.P. † (1 de junio de 1795-circa 1809 falleció)
  - Sede vacante (circa 1809-1817)[nota 3]
- Manuel Julián Rodríguez del Barranco † (14 de abril de 1817-1819 falleció)
  - Sede vacante (1819-1844)
- Francisco de Paula Campoy y Pérez † (25 de enero de 1844-1853 falleció)
  - Sede vacante (1853-1861)[nota 4]
- Juan Félix de Jesús Zepeda y Zepeda, O.F.M. † (22 de julio de 1861-20 de abril de 1885 falleció)
  - Sede vacante (1885-1887)
- Manuel Francisco Vélez † (23 de mayo de 1887-26 de marzo de 1901 falleció)
- Santiago José María Martínez y Cabañas † (30 de enero de 1902-2 de febrero de 1916 elevado a arzobispo de Tegucigalpa)

### Arquidiócesis de Tegucigalpa
- Santiago José María Martínez y Cabañas † (2 de febrero de 1916-11 de agosto de 1921 falleció)
- Agustín Hombach, C.M. † (3 de febrero de 1923-17 de octubre de 1933 falleció)
  - Sede vacante (1933-1947)
- José de la Cruz Turcios y Barahona, S.D.B. † (8 de diciembre de 1947-18 de mayo de 1962 renunció[nota 5])
- Héctor Enrique Santos Hernández, S.D.B. † (18 de mayo de 1962-8 de enero de 1993 retirado)
- Cardenal Óscar Andrés Rodríguez Maradiaga, S.D.B. (8 de enero de 1993-26 de enero de 2023 retirado)
- José Vicente Nácher Tatay, C.M., desde el 26 de enero de 2023